# Белява-Дольна
Белява-Дольна (пол. Bielawa Dolna, нім. Nieder Bielau) — село в Польщі, у гміні Пенськ Зґожелецького повіту Нижньосілезького воєводства.
Населення — 289 осіб (2011).
У 1975-1998 роках село належало до Єленьоґурського воєводства.

## Демографія
Демографічна структура станом на 31 березня 2011 року:
|          | Загалом | Допрацездатний вік | Працездатний вік | Постпрацездатний вік |
| -------- | ------- | ------------------ | ---------------- | -------------------- |
| Чоловіки | 149     | 24                 | 117              | 8                    |
| Жінки    | 140     | 34                 | 80               | 26                   |
| Разом    | 289     | 58                 | 197              | 34                   |